# Flammarion (cráter)
Flammarion es un cráter de impacto lunar situado en el lado sur del Sinus Medii. Se encuentra entre el cráter Mösting ubicado hacia el noroeste y Herschel al sureste.
|  |

La forma de cuenco de Mösting A interseca el borde occidental de Flammarion. La pared exterior de Flammarion que invade se rompe en el noroeste, y el resto aparece erosionado y dañado. La sección más intacta de la pared se encuentra al sureste. Un cañón denominado Rima Flammarion atraviesa como una brecha el borde noroeste, extendiéndose unos 80 kilómetros hacia el oeste-suroeste. El suelo del cráter ha sido inundado por la lava, y es relativamente plano, con sólo unos pocos cráteres dispersos que marcan su superficie.

## Cráteres satélite
Por convención estos elementos son identificados en los mapas lunares poniendo la letra en el lado del punto medio del cráter que está más cerca de Flammarion.
|            | \| Flammarion \| Coordenadas \| Diámetro \| \| ---------- \| -------------------------- \| -------- \| \| A \| 1°54′S 2°30′O / -1.9, -2.5 \| 4 km \| \| B \| 4°00′S 4°30′O / -4.0, -4.5 \| 6 km \| \| C \| 2°00′S 3°42′O / -2.0, -3.7 \| 5 km \| \| D \| 3°00′S 4°48′O / -3.0, -4.8 \| 5 km \| \| T \| 2°54′S 2°06′O / -2.9, -2.1 \| 34 km \| \| U \| 3°00′S 1°24′O / -3.0, -1.4 \| 10 km \| \| W \| 2°06′S 2°24′O / -2.1, -2.4 \| 7 km \| \| X \| 2°54′S 3°00′O / -2.9, -3.0 \| 3 km \| \| Y \| 3°42′S 3°12′O / -3.7, -3.2 \| 3 km \| \| Z \| 2°12′S 1°24′O / -2.2, -1.4 \| 4 km \| |          |
| Flammarion | Coordenadas | Diámetro |
| A          | 1°54′S 2°30′O / -1.9, -2.5 | 4 km     |
| B          | 4°00′S 4°30′O / -4.0, -4.5 | 6 km     |
| C          | 2°00′S 3°42′O / -2.0, -3.7 | 5 km     |
| D          | 3°00′S 4°48′O / -3.0, -4.8 | 5 km     |
| T          | 2°54′S 2°06′O / -2.9, -2.1 | 34 km    |
| U          | 3°00′S 1°24′O / -3.0, -1.4 | 10 km    |
| W          | 2°06′S 2°24′O / -2.1, -2.4 | 7 km     |
| X          | 2°54′S 3°00′O / -2.9, -3.0 | 3 km     |
| Y          | 3°42′S 3°12′O / -3.7, -3.2 | 3 km     |
| Z          | 2°12′S 1°24′O / -2.2, -1.4 | 4 km     |